# Albert Krocker
Albert Krocker (geboren 25. August 1846 in Czernitz in Schlesien; gestorben 28. September 1906 in Berlin) war ein deutscher Mediziner, Hochschullehrer, Redakteur und Publizist insbesondere zur Militärhygiene.

## Leben
Krocker war von 1854 bis 1860 Zögling der Militärärztlichen Bildungsanstalten, der später so genannten Kaiser-Wilhelms-Akademie.
In der Frühzeit der Geschichte der Fotografie gab Krocker gemeinsam mit Hermann Engelhard von Nathusius in Hundisburg den Tagungsband Landwirthschaftliches Thier-Album in Photographien. Die Internationale landwirthschaftliche Ausstellung in Hamburg, 1863 heraus, der bei Wiegandt & Hempel erschien und 74 Tafeln mit Lichtbildern des Fotografen Heinrich Schnaebeli enthielt.
Von 1864 bis 1868 studierte Krocker an der späteren Kaiser-Wilhelms-Akademie, an der er seine Dissertation verfasste, mit einer experimentellen Arbeit Über die Wirkung des Nikotins auf den thierischen Organismus.
Nachdem er sein Staatsexamen abgelegt hatte, wirkte er als Dr. med. in verschiedenen Truppenteilen Preußens und nahm ab 1870 am Deutsch-Französischen Krieg teil, in dem er mit dem Eisernen Kreuz ausgezeichnet wurde.
Ab 1888 unterrichtete Krocker in Berlin das Lehrfach Hygiene an der Preußischen Kriegsakademie. Im Folgejahr 1889 wurde ihm die Stelle des Garnisonarztes übertragen, zunächst als Oberstabsarzt 2. Klasse, ab 1895 1. Klasse. 1897 erhielt er den Titel Professor verliehen. 1902 wurde er Generaloberarzt.
Von seinen wissenschaftlich tätigen Zeitgenossen wurde Krockers Bearbeitung des mehrbändigen, 1884 bis 1891 herausgegebenen Sanitaets-Bericht über die deutschen Heere, im Kriege gegen Frankreich 1870/71 als eine seiner herausragendsten Arbeiten angesehen. Krocker schuf hierzu die Einteilung des Stoffgebietes, „zog die einzelnen Mitarbeiter heran“ und verfasste selbständig den ersten Band über die Geschichte des Kriegs-Sanitätsdienstes.
Zudem publizierte Krocker zahlreiche militärhygienische „Einzelstudien über die Wirkung hygienischer Verbesserungen auf die Erkrankungs- und Sterbeziffer im Heere“. Außerdem widmete er sich verschiedenen Krankheitsursachen und deren Bekämpfung und schrieb über Aufgaben und Ziele der Gesundheitspflege.
Von Krocker stammt die „Festschrift zur Feier des fünfundzwanzigjährigen Bestehens der Militärärztlichen Gesellschaft“.
Ab 1898 redigierte er die Deutsche militärärztliche Zeitschrift sowie den Jahresbericht über die Literatur des Militärsanitätswesens, ab 1902 gemeinsam mit Oberstabsarzt Hans Friedheim den Kalender für Militärärzte.
Albert Krocker starb am 28. September 1906 in Berlin kurz vor Vollendung seines 60. Lebensjahres.

## Schriften (Auswahl)
- Hermann Engelhard von Nathusius auf Hundisburg, Albert Krocker (Hrsg.): Landwirthschaftliches Thier-Album in Photographien. Die Internationale landwirthschaftliche Ausstellung in Hamburg, 1863, Tagungsband mit 73 fotografischen Tafeln, Verlag von Wiegandt und Hempel, Berlin [1863]; Digitalisat über die Sächsische Landesbibliothek – Staats- und Universitätsbibliothek Dresden
- Albert Krocker (Hrsg.): Sanitaets-Bericht über die deutschen Heere, im Kriege gegen Frankreich 1870/71, 1884 – 1891
- Festschrift zur 25jährigen Stiftungsfeier der Berliner militärärztlichen Gesellschaft am 20. Februar 1889. Im Auftrage der Gesellschaft zufolge Beschlusses vom 21. Januar 1889 auf Grund der Akten und persönlicher Erinnerungen älterer Mitglieder verfasst von Krocker (= Deutsche Militärärztliche Zeitschrift, 18. Jahrgang 1889), E. S. Mittler und Sohn, Berlin 1889
- Die Achtzehnte Abtheilung für Militär-Sanitätswesen auf dem X. Internationalen Medizinischen Kongresse zu Berlin 1890. Berichterstatter: Der geschäftsführende Sekretär der 18. Abtheilung, Sonderdruck der Deutschen Militärärztliche Zeitschrift, 1890
- Krankheitsursachen und deren Bekämpfung. 2 Vorträge zu den Themen Vererbung, Konstitution, Erkältung, Parasiten und Infektion; Paetel: Berlin 1891; Digitalisat über das ZB MED – Informationszentrum Lebenswissenschaften (ZB MED)
- Aufgaben und Ziele der Gesundheitspflege. Ein Vortrag, Paetel: Berlin 1891; Digitalisat über das ZB MED
- Bekleidung und Ausrüstung des Soldaten, in: Ärztliche Kriegswissenschaft, Jena 1902
- A. Krocker, H. Friedheim (Red.): Deutscher militärärztlicher Kalender für die Sanitätsoffiziere der Armee, der Marine und der Schutztruppen, Berlin 1902ff.